# (4435) Holt
(4435) Holt es un asteroide que forma parte del grupo de los asteroides que cruzan la órbita de Marte y fue descubierto el 13 de enero de 1983 por Carolyn Jean S. Shoemaker desde el observatorio del Monte Palomar, Estados Unidos.

## Designación y nombre
Holt se designó inicialmente como 1983 AG2.
Más tarde, en 1991, fue nombrado en honor del geólogo planetario estadounidense Henry E. Holt.

## Características orbitales
Holt está situado a una distancia media del Sol de 2,317 ua, pudiendo acercarse hasta 1,54 ua y alejarse hasta 3,095 ua. Tiene una excentricidad de 0,3355 y una inclinación orbital de 21,91 grados. Emplea 1288 días en completar una órbita alrededor del Sol.

## Características físicas
La magnitud absoluta de Holt es 13,1. Está asignado al tipo espectral S de la clasificación SMASSII.